# 俞樾
俞樾（1821年12月25日—1907年2月5日）。字荫甫，号曲园，浙江德清人，清末翰林，朴学大师。

## 生平
俞樾四岁时从德清随父母迁居娘家临平姚氏，至三十二岁做官，寓居临平三十年，年轻时曾尝试补遗《临平记》，游览临平山水。
道光三十年（1850年）庚戌科二甲第19名賜進士出身。當時曾國藩是閱卷官，俞樾試帖詩的頭一句“花落春仍在，天時尚艷陽”，得到曾國藩的大加賞識，認為詠落花而無衰瑟之意。
曾经担任翰林院编修、国史馆协修，後受咸豐皇帝賞識，咸丰五年（1855年）任河南学政。次年因为御史曹登庸劾奏“試題割裂經義”，因而罷官。从此不再出仕。晚年在杭州诂经精舍讲学，其弟子有王仁俊、章炳麟、吴昌硕等人。
清光緒元年（1875年），俞樾得友人資助買下蘇州一塊廢地，如曲尺形，他親自設計，利用彎曲的地形鑿池疊石，栽花種竹，建屋30餘楹，取《老子》“曲則全”句意，俞樾將其命名為“曲園”，自號曲園居士，作《曲园记》。园内有“春在堂”，為俞樾當年以文會友和講學之處。除了苏州的曲园之外，俞樾在杭州西湖边孤山的西泠印社旁还建有书楼“俞楼”，在家乡浙江德清縣南埭村建有一座“四仙桥”。
俞樾在近代日本很受推崇，甚至与李鸿章、曾国藩相提并论。
孙俞陛云光绪二十四年中探花，《清史稿》编撰者之一，文学也有很高造诣。曾孙俞平伯，现代学者，红学家。族人俞恒润、俞恒泽、俞奎垣皆进士。
光緒32年（1906年）秋末，俞樾在受當時江蘇巡撫陳夔龍所托書寫並雕刻《楓橋夜泊》詩碑，現位於南京總統府煦園東長廊南端小亭，及蘇州寒山寺。受邀主修《上海县志》、《镇海县志》。
俞樾在临终前的《别曲园》诗中写道：“小小园林亦自佳，盆池拳石手安排。春风不晓东君去，依旧年年到达斋”（载俞樾《 春在堂詩編》）。词人王闿运为曲园题联道：“曲径通幽处，园林无俗情”（载王闿运《湘绮楼诗文集》）。

## 主要著作

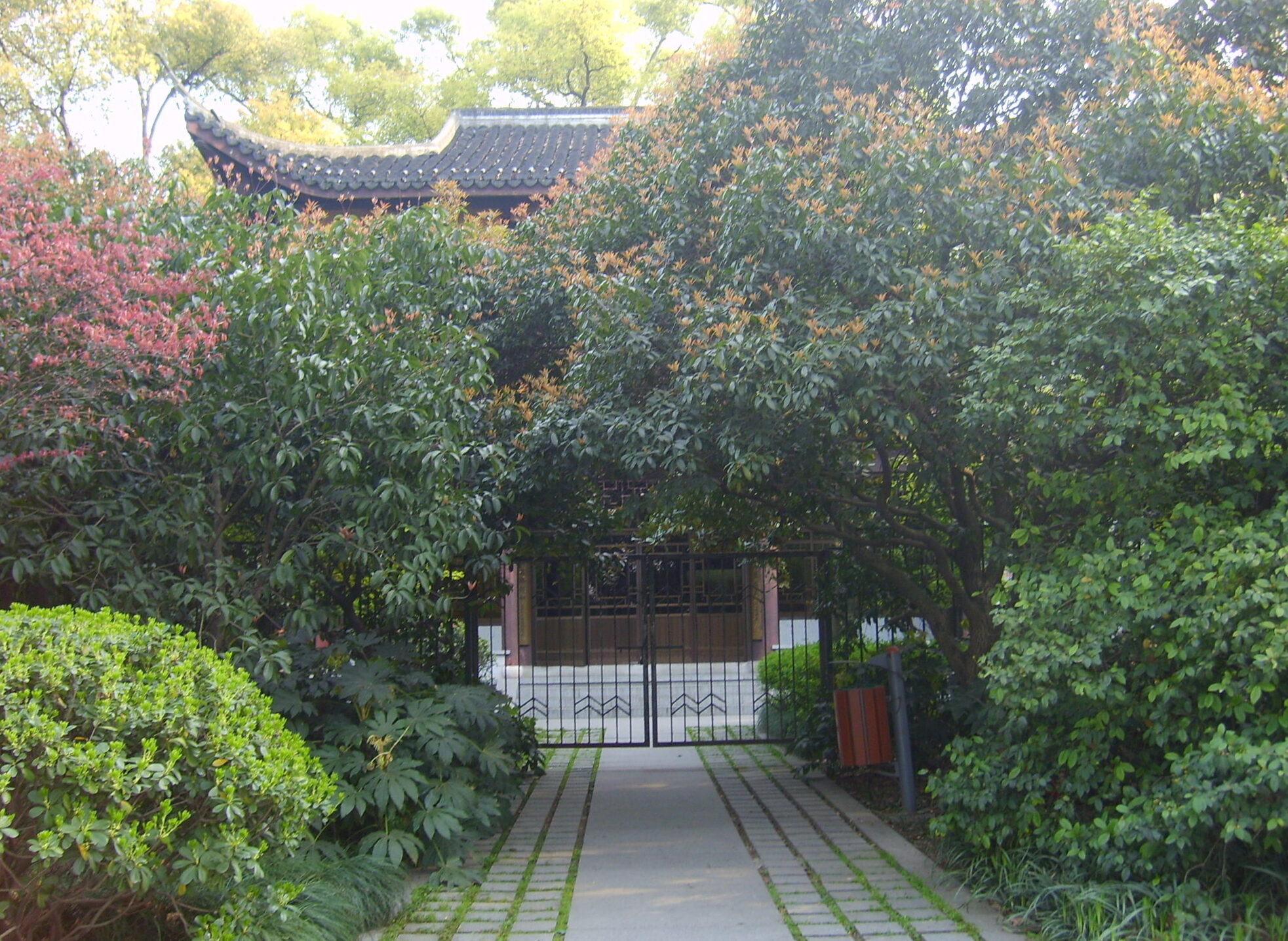
苏州曲园

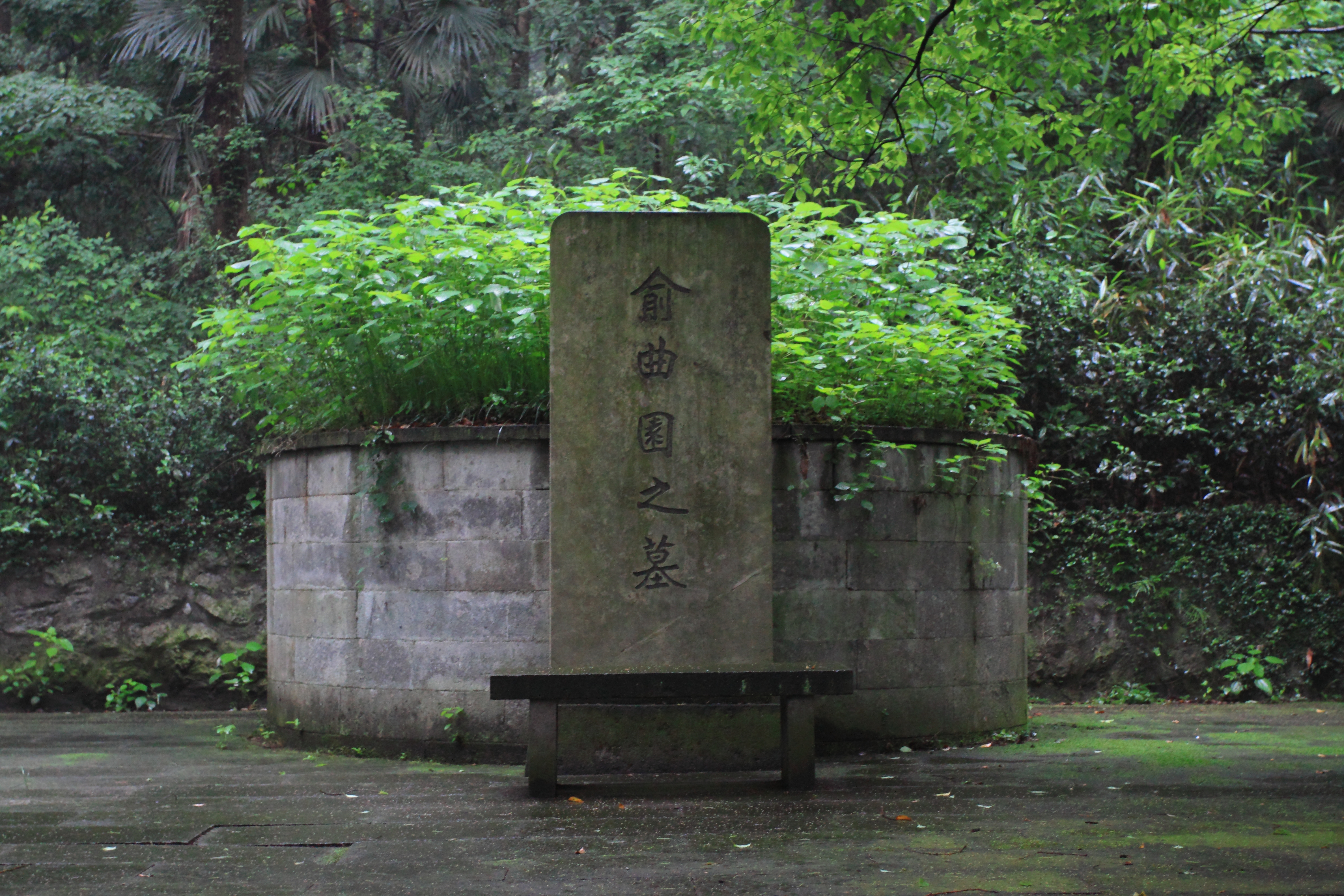
杭州俞樾墓

俞樾平生勤奮治學，著作極豐，曾國藩讚揚他“拼命著書”。有《春在堂全書》，凡480卷（其现代版本，1968，2010）。其中的一些单本著作有：
- 《诸子平议》
- 《群经平议》
- 《古书疑义举例》
- 《春秋外傳國語平議》
- 《爾雅平議》
- 《墨子平議》
- 《春在堂隨筆》
- 《小浮梅閒話》
- 《右台仙館筆記》
- 《耳郵》
- 《茶香室叢鈔》
- 《茶香室經說》16卷（徐琪序，1892）。
- 《春在堂詩編》23卷（（同治七年（1868）楊昌濬序）。
- 《曲园自述诗》

文學著作:
- 《七俠五義》

醫學著作:
- 《內經辨言》

书札：
- 俞樾写给诗友、光緒二年（1876年）丙子恩科进士胡俊章（其胞叔吉惠 (道光进士)与俞樾进士同榜）的《俞曲园先生手札》（手稿本）现藏于日本中央图书馆古书资料库（曾由日本詩人会津八一收藏）。
- 现代版《俞樾函札辑证》，2014。
- 现代版《俞樾书信集》，2020。

## 家庭

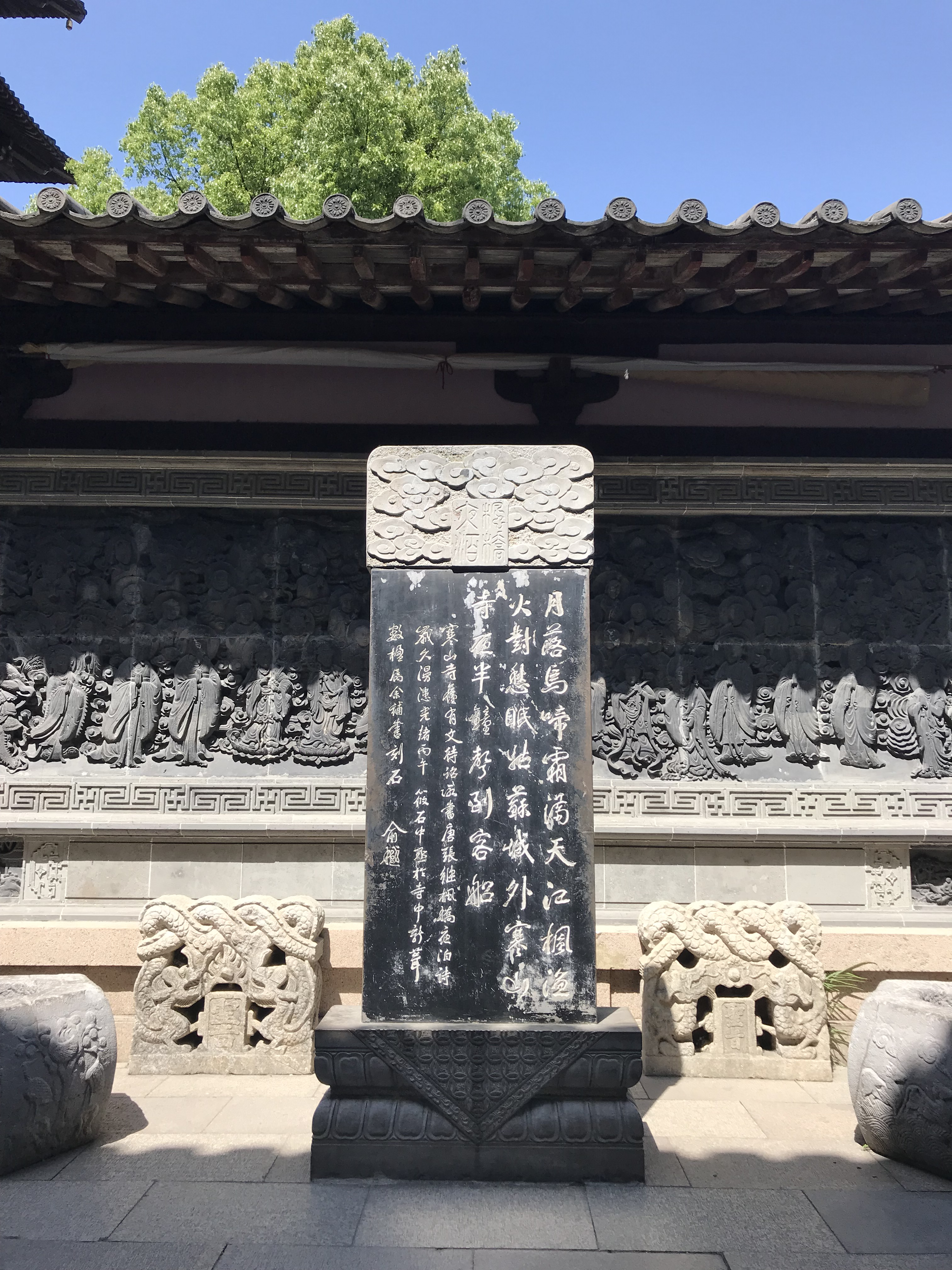
寒山寺《楓橋夜泊》詩碑

- 父俞鴻漸，嘉慶二十一年科舉人，有《印雪軒詩文鈔》。
- 妻姚文玉。
- 胞兄俞林，道光二十三年（1843）癸卯科举人。
- 子俞祖仁。妻姚氏。
- 长女俞氏，嫁道光三十年（1850年）庚戌科进士、福建巡撫王凱泰（与俞樾进士同榜）之子。
- 次女俞繡孫（1849-1882），著有《慧福樓幸草》一卷（俞樾序）、《慧福樓词》。夫苏州府、松江府知府許祐身。其女儿許之雯（1868-1898），著有《缃芸馆诗钞》（1899年，俞樾题识），她在《小园》诗中写道：“亭小随池曲，山低共树齐。春光何处最，红杏女墙西”。
- 孙儿俞陛云（1868-1950），光緒二十四年(1898)戊戌科探花。原配妻彭見貞（祖父两江总督、兵部尚書剛直公彭玉麟，有《彭刚直诗集》，俞樾序）；继妻許之仙。
- 孙女俞慶曾（字吉初，号琴愔，1865-1897），著有《繡墨軒詩詞》二卷（1897）（弟俞陛云、表妹許之雯等序，祖父俞樾作传，夫宗舜年跋）。（继配）夫宗舜年（字子戴，1865-1933；父宗源瀚，杭嘉湖道，修同治版《湖州府志》，辑《國朝嚴州詩錄》、《浙江全省舆图并水陆道里记》），光緒十四年（1888）順天鄉試科举人，官至杭嘉湖道。俞慶曾在写给表妹許之雯的《浪淘沙·月夜西湖放舟》词中写道：“人静橹声柔，惊起闲鸥。楼台倒影晚烟浮。火树银花明月里，真到瀛洲。/ 回首忆前游，顿触离愁。蓬窗同倚话绸缪。清景依然人两地，湖水悠悠”。
- 曾孙俞平伯（原名俞铭衡，字平伯，乳名僧宝，1900-1990，母许氏），现代红学家。妻許寶馴（祖父許祐身）。
- 曾孙女俞璡（字佩瑗，1883-？，母彭氏），夫光绪二十九年进士郭則澐；俞玟（又俞珉，字佩珣，1886-1929，母彭氏），夫科举人許寶蘅；俞琳（1899-1951，母许氏）。

## 參閲
- 陶廬老人隨年錄
- 王凱泰(王文勤)

## 外部連結
[在维基数据编辑]
 在维基文库阅读此作者作品（ 在维基共享资源阅览影像）
 《清史稿·卷482》，出自趙爾巽《清史稿》